# Theodor Freiesleben
Theodor Freiesleben (født 20. september 1825 i Horsens, død 2. august 1906 på Frederiksberg) var en dansk officer, far til Carl og Theodor Freiesleben.

## I Treårskrigen
Han nedstammer fra en ældgammel sachsisk adelsslægt. Faderen var ritmester Peter Christian Freiesleben (1794-1829), Moderen Mathea Anker f. Ruuss (1795-1873). Han blev kadet 1838 og i 1844 sekondløjtnant ved 3. dragonregiment med aldersorden fra 1843. Hermed deltog han 1848 i kampen ved Bov og i slaget ved Slesvig, kom i februar 1849 til tjeneste ved det nyoprettede ordonnanskorps og ansattes med en ordonnansafdeling ved Olaf Ryes Korps, ved hvilket han tillige fungerede som kommandant i hovedkvarteret. Kort efter udnævntes han til premierløjtnant og deltog i kampene ved Kolding og Ejstrup samt i fægtningerne ved Alminde, Vejle og Aarhus. Om efteråret kom han tilbage til 3. dragonregiment, men ansattes under felttoget 1850 på ny som chef for en ordonnansafdeling ved 1. armédivision og fungerende kommandant i divisionskvarteret; som sådan deltog han i kampene ved Helligbæk og ved Isted. Ved fredsslutningen kom han tilbage til sit regiment, men ansattes 1. maj 1851 som adjudant ved det samme dag oprettede slesvigske gendarmerikorps, hvornæst han om efteråret indgik ægteskab med Laura Gyritha Elmquist (29. august 1823 i Aarhus – 20. januar 1897 på Frederiksberg), datter af bogtrykker, senere overkrigskommissær Adolph Frederik Elmquist (1788-1868) og Helene A. Folandt (1790-1862).

## I den 2. Slesvigske Krig
I 1856 afgik han efter ønske fra korpset og kom på ny til sit regiment, forfremmedes i 1860 til ritmester og blev ved mobiliseringen 1863 kommandør for regimentets 5. eskadron. Fra 8. februar 1864 var han forpostkommandør ved 4. armédivision og kom derefter i slutningen af måneden til divisionsstaben, deltog i fægtningen ved Vejle og afsendtes 11. marts som parlamentær til general Ludwig Karl Wilhelm von Gablenz. Ved oprettelsen af det nørrejyske armékorps blev han souschef ved dette og efter dets opløsning souschef ved 4. armédivison. Efter fredsslutningen blev han kommandør for sit gamle regiments 2. eskadron. I 1867 blev Freiesleben forsat til Generalstaben som souschef ved 2. generalkommandostab, hvorfra han i 1872 afgik til Gardehusarregimentet som chef for dets 3. eskadron, medens han i 1873 i samme egenskab kom til 5. dragonregiment. Udnævnt til oberst i 1876 blev han chef for 4. dragonregiment, men stilledes dernæst i 1885 i spidsen for det nyoprettede militære gendarmerikorps, hvis ordning han forberedte og gennemførte. I 1887 blev han generalmajor og generalinspektør for rytteriet. Som ansvarlig for det forhadte gendarmkorps, der hørte til provisorietiden, blev Freiesleben lagt for had af oppositionen til Estrup-regeringen, og da korpset blev nedlagt 1894 gik han af året efter.
Under ham som generalinspektør fik rytteriet nyt eksercerreglement og uddannelsesprogram, hvorved der blev lagt større vægt på skydning og fægtning til fods end hidtil. Freiesleben var desuden formand i overbestyrelsen for De danske Vaabenbrødre, patron for Sankt Petri menighed og for Brødrene Petersens Jomfrukloster samt formand i Frederiksberg Banks bankråd. Han var også frimurer (se nedenfor).

## Hæder
Han blev Ridder af Dannebrog 1850, Dannebrogsmand 1864, Kommandør af 2. grad 1885, Kommandør af 1. grad 1889, fik Storkorset 1898 og Fortjenstmedaljen i guld 1905.
Han er begravet på Garnisons Kirkegård.
Julius Rosenbaum har udført et portrætmaleri, der hænger i Den Danske Frimurerordens logebygning. Der findes et litografi af Harald Jensen fra 1902. Afbildet på Laurits Tuxens maleri Man rejser sig fra bordet (1906) af middag hos Jacob Moresco. Fotografier af bl.a. F.F. Petersen og Emil Hohlenberg.